# Tachyon
Tachyonen (altgr. ταχύς tachýs ‚schnell‘) sind hypothetische Teilchen, die sich schneller als mit Lichtgeschwindigkeit (superluminar) bewegen. Es gibt keine experimentellen Hinweise, dass solche Teilchen existieren.

## Tardyonen, Luxonen und Tachyonen
Olexa-Myron Bilaniuk, V. K. Deshpande und E. C. G. Sudarshan wiesen 1962 darauf hin, dass es für die Gleichungen der speziellen Relativitätstheorie mehrere Lösungsmöglichkeiten gibt (und unabhängig Anfang der 1960er Jahre auch der sowjetische Physiker Jakow Petrowitsch Terlezki). Eine davon entspricht der normalen Materie, die sich mit Unterlichtgeschwindigkeit bewegt. Eine andere würde Teilchen erlauben, die sich ständig mit Überlichtgeschwindigkeit bewegen und niemals bis auf Lichtgeschwindigkeit abgebremst werden können.
Die Tatsache allein, dass es diese mathematische Lösungsmöglichkeit für die Gleichungen gibt, bedeutet jedoch nicht, dass Tachyonen auch real existieren müssen.
Für diese Einteilung von Teilchen in drei Klassen fand Gerald Feinberg (1967), der sich näher mit den theoretischen Grundlagen der Tachyonen befasst hat, folgende Wortprägungen:
TardyonenTeilchen, die sich stets langsamer als die Lichtgeschwindigkeit durch den Raum fortbewegen.
LuxonenTeilchen, die sich stets mit Lichtgeschwindigkeit durch den Raum fortbewegen.
TachyonenTeilchen, die sich stets schneller als die Lichtgeschwindigkeit durch den Raum fortbewegen.
Davon hat sich nur die Bezeichnung Tachyon durchgesetzt.

## Eigenschaften von Tachyonen
- Ihre Geschwindigkeit ist größer als die Lichtgeschwindigkeit c.
- Ihre Masse ist imaginär. Das heißt, das Quadrat ihrer Masse ist negativ. Das folgt aus der Energie-Impuls-Relation der speziellen Relativitätstheorie:

{\displaystyle E^{2}=p^{2}c^{2}+m^{2}c^{4}\;}
Wenn man annimmt, dass sowohl die Energie als auch der Impuls des Teilchens reelle Größen sind und zusätzlich noch die relativistische Formel für die Energie eines Teilchens:
{\displaystyle E={\frac {mc^{2}}{\sqrt {1-{\frac {v^{2}}{c^{2}}}}}}}
annimmt, wird für {\displaystyle v>c} der Ausdruck unter dem Wurzelzeichen negativ und damit die Wurzel imaginär. Damit die Energie positiv ist, muss auch die Masse m imaginär sein.
- Bei ansteigender Geschwindigkeit eines Tachyons nimmt die Energie ab. Geht die Energie gegen 0, wird seine Geschwindigkeit sogar unendlich (transzendenter Zustand) und umgekehrt divergiert die Energie, wenn v gegen c geht. Um ein Tachyon zu verlangsamen und der Lichtgeschwindigkeit anzunähern, muss man Energie zuführen. Bei Tardyonen (das heißt den gewöhnlichen Elementarteilchen mit von null verschiedener positiver Masse) hingegen muss Energie hinzugefügt werden, um eine Geschwindigkeitssteigerung hervorzurufen.
- Ein elektrisch geladenes Tachyon sollte in Materie eine Tscherenkow-Strahlung anregen, da sich das Tachyon mit einer höheren Geschwindigkeit als der Lichtgeschwindigkeit des durchquerten Mediums bewegt. Es gibt allerdings auch Theoretiker, die dies einschränken und im Gegenteil argumentieren, dass Tachyonen nur Tscherenkow-Strahlung für Frequenzen im Röntgenbereich und UV-Frequenzen aufweisen, wenn der Brechungsindex kleiner 1 und die Geschwindigkeit des Tachyons unter der Phasengeschwindigkeit des Lichts im Medium ist.[3][4]
- Ein geladenes Tachyon würde bei Beschleunigung strahlen und Energie verlieren und auch in Materie allein durch die Tscherenkow-Strahlung Energie verlieren, was gemäß der relativistischen Formel für die Energie zu einer Geschwindigkeitserhöhung führt („Runaway solution“). Das Gleiche gilt auch für gravitativ wechselwirkende Tachyonen oder allgemein wechselwirkende Tachyonen, sodass eine Theorie wechselwirkender Tachyonen problematisch ist.
- Im Gegensatz zu unterlichtschnellen Teilchen, in denen die Ereignisse auf der Weltlinie für jeden Beobachter die gleiche Zeitordnung besitzen, hängt die zeitliche Reihenfolge verschiedener Ereignisse auf der Tachyon-Weltlinie vom Bezugssystem ab.

In der Quantenmechanik oder Quantenfeldtheorie von Tachyonen lässt sich zeigen, dass lokalisierte Feldanregungen („Teilchen“) sich nicht mit einer Geschwindigkeit größer als die Lichtgeschwindigkeit ausbreiten können.

### Theoretisches Erscheinungsbild
Könnte man Tachyonen sehen, so nimmt man an, dass der Beobachter sie erst sehen könnte, wenn sie an ihm vorbeigeflogen wären. Ähnlich wie bei Flugzeugen, die schneller fliegen als der Schall und ihre eigene Geräuschkulisse überholen, bewegen sich die Tachyonen schneller als das Licht und überholen somit ihre optische Abbildung. Daher würde man das Tachyon, nachdem es an einem vorbeigeflogen ist, gleich doppelt sehen. Einmal in der Richtung, in der es fliegt, und einmal in der Richtung, aus der es gekommen ist. Beide Abbildungen würden sich vom Beobachter entfernen.
Die Abbildung des sich nähernden Teilchens erführe dabei eine enorme Blauverschiebung; die des sich entfernenden eine Rotverschiebung.

## Existenz von Tachyonen
Durch die experimentellen Befunde kann man Tachyonen mit elektrischer Ladung ausschließen, da sie durch Tscherenkow-Strahlung sehr leicht nachweisbar wären. Ebenso können Tachyonen mit Farbladung ausgeschlossen werden, die der starken Wechselwirkung unterliegen. Schwach wechselwirkende, nicht oder nur gravitativ oder durch hypothetische andere Kräfte wechselwirkende Tachyonen können jedoch vom experimentellen Standpunkt her nicht ausgeschlossen werden.

## Neutrinos
Seit den 1980er Jahren befassen sich einige Physiker mit der These, dass Neutrinos Tachyonen sind. Um dies zu testen, gibt es mehrere Möglichkeiten. Eine Möglichkeit, diese These zu belegen oder zu widerlegen, liegt in der direkten Massenbestimmung, z. B. durch Ausmessung der Endpunktenergie beim Tritiumzerfall. Früher maß man bei den Tritium-Zerfallsexperimenten teilweise scheinbar negative Massenquadrate. Dies konnte auf einen (bis dahin unbemerkten) Oberflächeneffekt des Detektorkristalls zurückgeführt werden.
Beim OPERA am CERN meinte man 2011, Hinweise auf überlichtschnelle Neutrinos gefunden zu haben (also als Tachyonen-Kandidaten), später erwies sich das jedoch als Messfehler (siehe Messungen der Neutrinogeschwindigkeit).
Die Beobachtung von Neutrinooszillationen zeigt, dass Neutrinos eine von null verschiedene Masse besitzen. Direkte Messungen der Neutrinomasse wie in KATRIN können prinzipiell zeigen, ob Neutrinos positive oder negative Massequadrate haben und damit, ob sie Tachyonen sind oder nicht.

## Tachyonen in der Quantenfeldtheorie und Stringtheorie
Felder mit komplexer Masse (meist skalare Felder, als tachyonische Felder bezeichnet) tauchen in verschiedenen Quantenfeldtheorien auf, wo sie Zeichen einer Instabilität des Vakuums sind und zu einer sogenannten Tachyonen-Kondensation führen, das heißt die wechselwirkenden tachyonischen Felder annihilieren sich und bilden neue Teilchen (mit reeller Masse). Tachyonen sind hier Anzeichen einer Instabilität und die Tachyonenkondensation entspricht einem Phasenübergang zweiter Ordnung wie bei einem spontanen Symmetriebruch oder dem Higgs-Mechanismus.
In der Stringtheorie gibt es viele Modelle, die Tachyonen enthalten, sowohl in der bosonischen als auch in der Superstring-Theorie. Die meisten Fachwissenschaftler vertreten jedoch den Standpunkt, dass realistische Modelle sich gerade durch das Fehlen von freien Tachyonen als Kandidaten für das physikalisch zutreffende Modell empfehlen. Die bosonische Stringtheorie mit einem Tachyonen-Grundzustand wird deshalb (und weil sie keine Fermionen beschreiben kann) meist ausgeschlossen (bzw. auf Grund des Tachyon-Grundzustands als instabil betrachtet) und der tachyonische Sektor in Superstringtheorien meist mit einer speziellen sogenannten GSO-Projektion entfernt. Wie in der Quantenfeldtheorie von Punktteilchen wird hier (in Stringfeldtheorien) aber auch die Rolle von Tachyonenkondensation als Anzeichen von Instabilitäten diskutiert. Beispielsweise vermutete Ashoke Sen in den 1990er Jahren aus dem Auftreten von Tachyonen in den offenen Strings, die einer D-Brane angeheftet sind, dass diese die Instabilität von D-Branen bei Paarerzeugung reflektieren (Sen-Vermutung).

## Konsequenzen der rückläufigen Zeit
Falls Wechselwirkungen zwischen den Tachyonen und den Tardyonen nachgewiesen werden könnten, würde das bedeuten, dass Botschaften aus der Zukunft in die Vergangenheit übermittelt werden könnten. Zeitparadoxa wären die Folgen, wie beispielsweise durch ein hypothetisches Antitelefon.

## Tachyonen in Esoterik und kommerziellen Anwendungen
Im Internet werden viele esoterische Produkte beworben und kommerziell vermarktet, die mit angeblicher „Tachyonen-Energie“ (auch teilweise „Urenergie“ genannt) durchsetzt seien und positive Auswirkungen auf den Träger haben sollen (siehe Tachyonen-Behandlung). Es gibt keine Beschreibung der Funktions- oder Herstellungsweise und keinen Beleg für eine Wirksamkeit.